# Amoniozippeïta
L'amoniozippeïta és un mineral de la classe dels sulfats, que pertany al grup de la zippeïta. Rep el nom per la seva relació química amb la zippeïta.

## Característiques
L'amoniozippeïta és un sulfat de fórmula química (NH₄)₂[(UO₂)₂(SO₄)O₂](H₂O). Va ser aprovada com a espècie vàlida per l'Associació Mineralògica Internacional l'any 2017, i encara es troba pendent de publicació. Cristal·litza en el sistema ortoròmbic. És l'anàleg amb amoni (NH₄) de la zippeïta.
Els exemplars que van servir per a determinar l'espècie, el que es coneix com a material tipus, es troben conservats a les col·leccions mineralògiques del Museu d'Història Natural del Comtat de Los Angeles, als Estats Units, amb els números de catàleg: 66625 (holotip de la mina Burro) i 66626 (cotip de la mina Blue Lizard).

## Formació i jaciments
Aquesta espècie va poder ser descrita gràcies als exemplars trobats en dos indrets diferents dels Estats Units: per un costat la mina Burro, situada al districte de Slick Rock, al comtat de San Miguel de l'estat de Colorado; per l'altra a la mina Blue Lizard, al districte de White Canyon del comtat de San Juan, a l'estat d'Utah. Es tracta dels dos únics indrets en tot el planeta on ha estat descrita aquesta espècie mineral.